# Hypoxie-induzierter Faktor

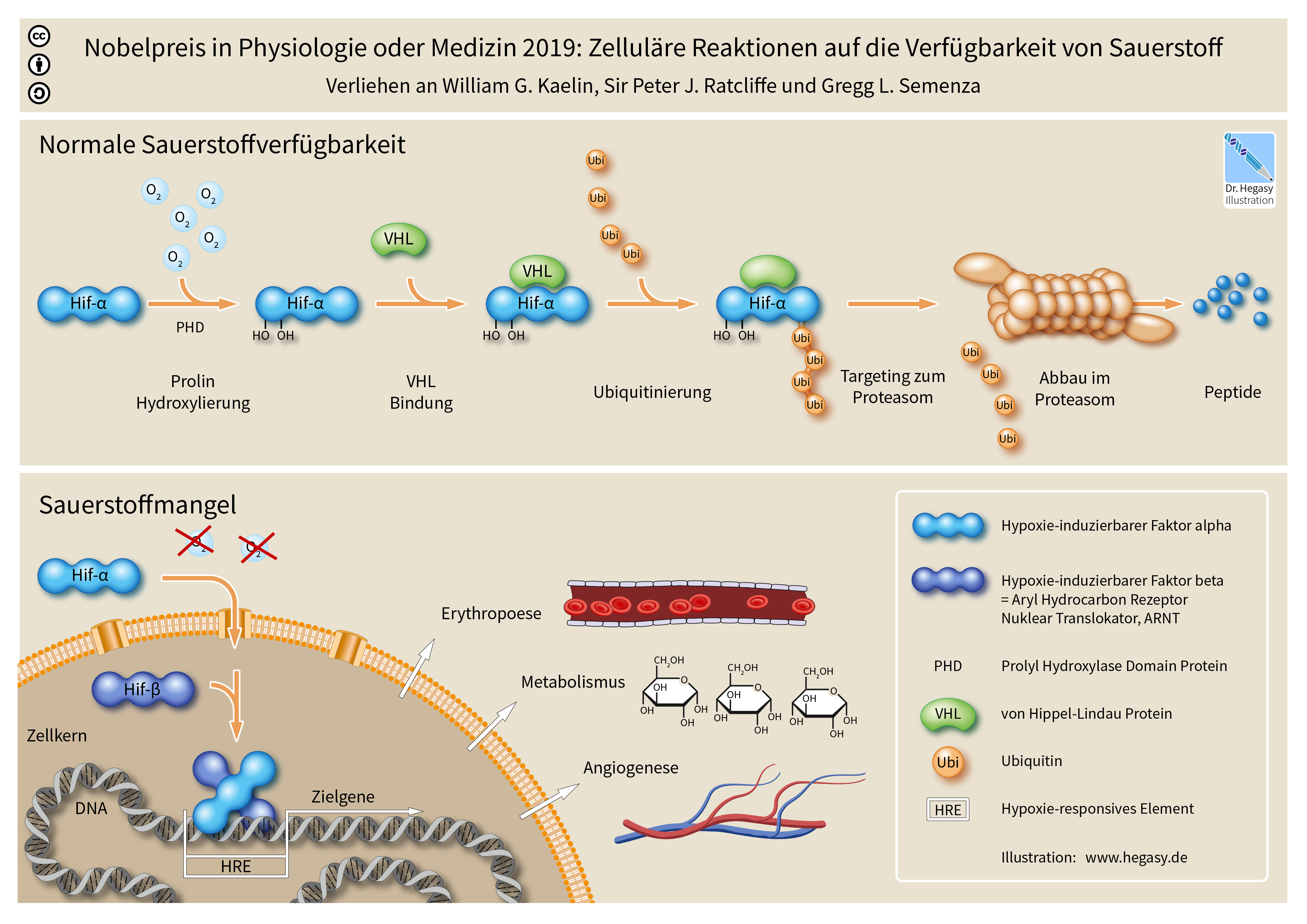
Nobelpreis für Physiologie/Medizin 2019: Zelluläre Anpassungsmechanismen an die Verfügbarkeit von Sauerstoff. Bei normaler zellulärer Verfügbarkeit von Sauerstoff wird Hif-1 alpha an zwei Prolin-Resten hydroxyliert und nach der Bindung an VHL und Ubiquitin im Proteasom abgebaut. Bei Sauerstoffmangel transloziert Hif-1 alpha in den Zellkern, wo es als Komplex mit Hif-1 beta an HRE bindet und Gene aktiviert, die z. B. Erythropoese, Glykolyse und Angiogenese steuern.

Hypoxie-induzierter Faktor (HIF) ist ein Transkriptionsfaktor und Hypoxie-induzierbarer Faktor, der die Versorgung der Zelle mit Sauerstoff reguliert, indem er eine Balance zwischen Sauerstoffbedarf und Sauerstoffversorgung herstellt. Seine Entdeckung wurde 2019 mit dem Nobelpreis für Physiologie oder Medizin prämiert. Das Protein wurde erstmals in der englischsprachigen wissenschaftlichen Literatur als Hypoxia-Inducible Factor beschrieben, daher ist auch die wörtliche Übersetzung Hypoxie-induzierbarer Faktor in der deutschen Literatur gebräuchlich.
HIF besteht aus einer labilen α-Untereinheit, die in den drei Isoformen HIF-1α, HIF-2α und HIF-3α existiert, und einer β-Untereinheit.
Bei normaler Sauerstoffversorgung (Normoxie) ist die α-Untereinheit an zwei spezifischen Prolyl-Resten hydroxyliert. Diese Hydroxylierung führt dazu, dass HIFα über das Von-Hippel-Lindau-Tumorsuppressor-Protein (pVHL) abgebaut wird.
Bei mangelnder Sauerstoffversorgung (Hypoxie) ist die Hydroxylierung von HIF-α gehemmt. Der so stabilisierte Transkriptionsfaktor aktiviert das Erythropoetin-Gen und eine Reihe weiterer Gene, die zur Anpassung der Zelle an eine mangelnde Sauerstoffversorgung erforderlich sind. Weiterhin deuten verschiedene Experimente auf HIF-induzierte Expression von Wachstumsfaktoren der Gruppe Vascular Endothelial Growth Factor (VEGF) hin.

## Gewebereparatur, Regeneration und Verjüngung
Unter normalen Umständen wird HIF-1a nach einer Verletzung oder bei Zellstress aller Art durch Prolylhydroxylasen (PHDs) abgebaut. Im Juni 2015 fanden Wissenschaftler heraus, dass die fortgesetzte Hochregulierung von HIF-1a über PHD-Inhibitoren verlorenes oder beschädigtes Gewebe bei Säugetieren mit einer Reparaturreaktion regeneriert.  Die Herunterregulierung von Hif-1a hingegen führt zu einer Heilung mit einer Narbenreaktion bei Säugetieren mit einer vorherigen regenerativen Reaktion auf den Gewebeverlust. Die Regulierung von HIF-1a kann entweder den Schlüsselprozess der Regeneration von Säugetieren ausschalten oder einschalten. Wenig später wurde die  regenerative Wirkung einer HIF-1a Modulation auf gealterte Hautzellen beschrieben und an Patienten ein verjüngender Effekt gealterter Gesichtshaut belegt. HIF Modulation wurde auch mit einer positiven Wirkung bei anlagebedingtem Haarausfall in Verbindung gebracht. Das 2016 vom Mediziner Dominik Duscher und Pharmakologen Dominik Thor in Wien gegründete Biotech Unternehmen Tomorrowlabs GmbH macht sich diesen Mechanismus zunutze. Basierend auf dem zum Patent angemeldeten HSF („HIF stärkender Faktor“) Wirkstoff wurden Produkte entwickelt, die Haut- und Haarregeneration fördern sollen. 

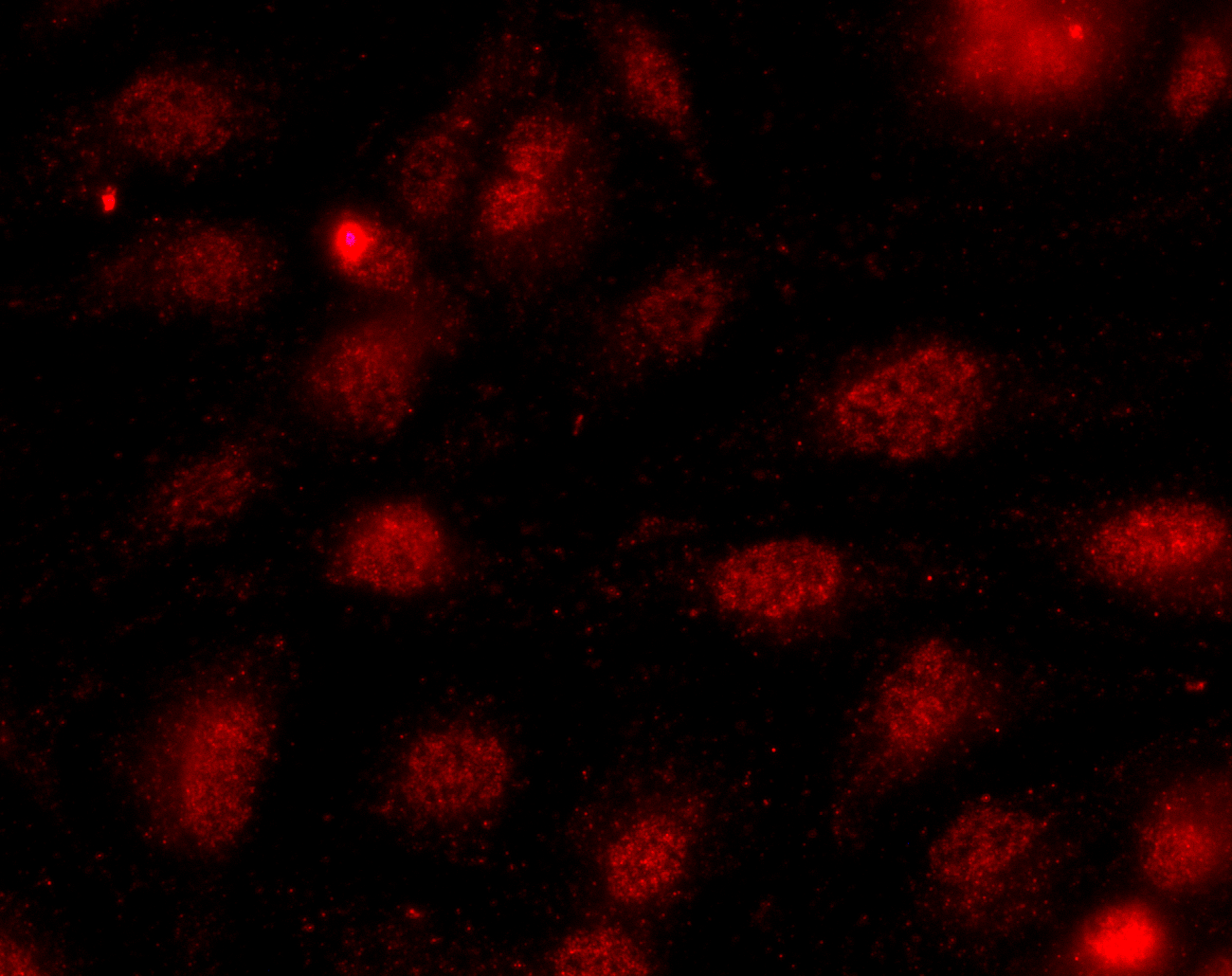
HIF1a(rot) durch CoCl_{2} induziert, sammelt sich im Zellkern an. Immunfluoreszenz mit Maus Endothelzellen